# Schwabentor we Fryburgu Bryzgowijskim
Schwabentor (również Obertor; pol. Brama Szwabska) – stara średniowieczna brama miejska we Fryburgu Bryzgowijskim w Niemczech, jedna z dwóch pozostałych w tym mieście.

## Historia
Brama Schwabentor wybudowana została w 1205 roku. Była jedynym wejściem do miasta, ponieważ miasteczko było obudowane murami do 1547 roku. Wieża została dobudowana do bramy miejskiej w 1572 roku. W tym samym roku Matthias Schwäri namalował na bramie wizerunek kupca z koszykiem. Do XIX wieku popularna była legenda o kupcu ze Szwabii, który przyszedł z dwoma baryłkami z pieniędzmi do Fryburga, aby kupić miasto. Kupiec został wyśmiany, ponieważ okazało się, że beczki zawierały tylko piasek i żwir – jego żona miała przed wyjazdem potajemnie wymieniać pieniądze na bezwartościowy żwir.
Do 1900 roku brama Schwabentor pozostała zasadniczo niezmieniona. Malarz Fritz Geiges w 1903 roku domalował do obrazu patrona Fryburga Świętego Jerzego, który został przedstawiony na obrazie. W 1913 roku brama miejska została odrestaurowana i przywrócona do wyglądu średniowiecznego. W 1954 r. postanowiono zrekonstruować częściowo obraz kupca ze Szwabii. Brama miejska została odmalowana.